# Ambroży (Sieriebriennikow)
Ambroży, imię świeckie Awraam Nikiticz Sieriebriannikow, ew. Sieriebriakow (ur. 1746 w Otczinie w guberni wiackiej, zm. 2 października?/13 października 1792 w Połtawie) – rosyjski biskup prawosławny.

## Życiorys
Był synem prawosławnego diakona. Ukończył Moskiewską Akademię Duchowną najpóźniej w 1768 r., od tego roku był nauczycielem retoryki i języka francuskiego najpierw w seminarium duchownym w Wiatce (do 1773 r.), a następnie w seminarium przy monasterze Trójcy Świętej i św. Sergiusza (1773–1778). Pracując w tym drugim seminarium, 14 sierpnia 1775 r., został postrzyżony na mnicha i przyjął imię zakonne Ambroży. 28 sierpnia 1777 r. został prefektem Moskiewskiej Akademii Duchownej. 28 lipca 1782 r. został mianowany rektorem seminarium duchownego w Nowogrodzie, tradycyjnie obejmując również urząd przełożonego, z godnością archimandryty, monasteru św. Antoniego Rzymianina w Nowogrodzie.
26 grudnia 1783 r. został wyświęcony na wikariusza eparchii nowogrodzkiej z tytułem biskupa ołonieckiego i kargopolskiego. Trzy lata później Świątobliwy Synod Rządzący wyznaczył go do objęcia katedry jekaterynosławskiej i chersonesko-taurydzkiej. 
Od 1785 r. był członkiem Cesarskiej Akademii Nauk, brał udział w opracowywaniu słownika etymologicznego. 
Gdy wojska rosyjskie, w toku kolejnej wojny rosyjsko-tureckiej, wkroczyły do Besarabii i Mołdawii, arcybiskup Ambroży jako ordynariusz najbliższej terytorialnie eparchii został locum tenens Egzarchatu Mołdawii i Wołoszczyzny. W 1790 r. otrzymał honorowe członkostwo w Świątobliwym Synodzie Rządzącym. Towarzyszył wojskom rosyjskim pod dowództwem Grigorija Potiomkina podczas wojny, blisko z nim współpracował. Już po zakończeniu działań wojennych w 1792 r., wracając do swojej eparchii, arcybiskup Ambroży zachorował i zmarł. Został pochowany w Połtawie w monasterze Podwyższenia Krzyża Pańskiego. 
Za życia był znany jako znakomity kaznodzieja. W 1778 r. napisał „Kratkoje rukowodstwo k oratorii rossijskoj”, na wzór zbliżonej pracy Michaiła Łomonosowa; jego praca miała istotne znaczenie dla rozwoju rosyjskiej retoryki, jako jeden z pierwszych podręczników sztuki oratorskiej w Rosji napisany w miejscowym języku, a nie po łacinie. Biskup opowiadał się przenoszeniem do języka rosyjskiego zapożyczeń cerkiewnosłowiańskich, jednak podkreślał, że nie ma nic gorszego, niż „nieumiejętne łączenie” dwóch języków. Arcybiskup Ambroży wygłosił m.in. mowę pogrzebową nad grobem Grigorija Potiomkina w 1791 r.
Jest również autorem przekładu Raju utraconego na język rosyjski (z przekładu francuskiego).